# Аломар, Карлос
Карлос Аломар (англ. Carlos Alomar; 7 мая 1951, Понсе, Пуэрто-Рико) — американский гитарист, композитор и аранжировщик. В первую очередь известен своей работой с Дэвидом Боуи, сыграв на многих его альбомах больше, чем любой другой музыкант.

## Биография
Аломар вырос в Нью-Йорке, в семье священника-пятидесятника. В возрасте 10 лет он самостоятельно научился играть на гитаре, а в 16 начал играть профессионально. В 1960-х он выступал в течение «Amateur Hour» («Любительского Часа») в Apollo Theater, в конечном счете присоединившись к группе «House Band», и выступая с различными соул-исполнителями, такими как Чак Берри. Приблизительно в 1968-69 годах, он гастролировал в течение восьми месяцев в составе концертной группы Джеймса Брауна, в итоге он ушёл от них, потому что ему урезали зарплату, из-за пропущенной музыкальной реплики. В 1969 году Аломар сформировал группу под названием «Listen My Brother», вместе с вокалистами: Лютером Вандроссом, Фонзи Торнтоном (впоследствии работал с Chic и Roxy Music) и Робин Кларк (Аломар и Кларк позже поженились, у них родилась дочь).
Впоследствии Аломар играл в качестве сессионного музыканта на записях для RCA Recording Studio, и других исполнителей, в том числе Бена Кинга («Supernatural Thing», 1975) и Джо Саймона («Drowning in the Sea of Love»). Он познакомился с барабанщиком Деннисом Дэвисом, когда они оба играли у джазового музыканта Роя Эйерса. Аломар отправился в тур с группой The Main Ingredient.

## Дэвид Боуи
Знакомство Аломара с Дэвидом Боуи произошло в начале 1974 года, в ходе сессий для записи песни «Can You Hear Me?», которую Боуи написал для певицы Лулу. Боуи очень хотел, чтобы Аломар присоединился к его концертному ансамблю в турне Diamond Dogs, но переговоры с менеджментом зашли в тупик и Аломар остался с группой The Main Ingredient. Взяв шестинедельный перерыв в середине 1974 года, Боуи записал ряд песен для нового альбома вместе с Карлосом на студии Sigma Sound Studios; кроме того, Аломар привел других музыкантов: Лютера Вандросса, Робина Кларка, Денниса Дэвиса и басиста Эмира Кассана, все они внесли свой вклад в запись. Большая часть материала для пластинки Young Americans была записана в ходе этих сессий, и Аломар присоединился ко второй части тура Боуи (получившей название «The Philly Dogs Tour») в сентябре — декабре 1974 года. В январе 1975 года Боуи и Джон Леннон записали кавер-версию битловской «Across the Universe» на студии Electric Lady Studios, также в ходе джем-сейшна была записана композиция «Fame» — основой для неё стал гитарный рифф, сочинённый Аломаром во время шоу «The Philly Dogs Tour». Авторство разделили между всеми тремя музыкантами (этот фанк-рифф позже был скопирован Джеймсом Брауном для песни «Hot (I Need to be Loved)»). «Fame» стал первым синглом Боуи, который добрался до вершины американского чарта, а альбом Young Americans (1975) стал первой совместной работой Аломара и Дэвида. Это стало началом длительного периода их сотрудничества, во время которого сформировалась постоянная ритм-секция: Аломар/Деннис Дэвис/Джордж Мюррей, она будет неизменной для Боуи в течение следующих пяти лет.

## Избранная дискография
Дэвид Боуи
- Young Americans (1975)
- Station to Station (1976)
- Low (1977)
- «Heroes» (1977)
- Stage (1978)
- Lodger (1979)
- Scary Monsters (and Super Creeps) (1980)
- Tonight (1984)
- Never Let Me Down (1987)
- 1.Outside (1995)
- Heathen (2002)
- Reality (2003)

Игги Поп
- The Idiot (1977)
- Lust for Life (1977)

Пол Маккартни
- Press to Play (1986)

Мик Джаггер
- She's the Boss (1985)

Soda Stereo
- Doble Vida (продюсер, гитарист, рэпер) (1988)

FUN
- PAX (гитарист) (1996)
- CHAOS (гитарист) (1997)

ANGIESCREAMS
- The Revelation of Arthur Lynn (продюсер) (2009)

Сольные альбомы
- Dream Generator (1988)